# Ха-дзонг
Ха-дзонг, также известный как Вангчук Ло-дзонг — буддийская крепость-монастырь и дзонг в городе Ха, в одноимённом дзонгхаге в Бутане. Он был основан в 1895 году на высоте 2710 метров рядом с рекой Хаа с целью защиты границы между Бутаном и Тибетом. Сегодня он является региональным административным центром.

## История
В конце XIX века регион Хаа был пограничной зоной, известной как «Ха Джуэ Чжи», граничащей с Тибетом, традиционным источником внешних угроз безопасности Бутана. Первый дзонг в регионе был построен около 1895 года после назначения Угьеном Дорджи, пенлопом (губернатором) Хаа, Друнгпы (начальника субокруга), возможно, в качестве оплота против возможных тибетских вторжений. Пожар уничтожил первоначальное строение, и в 1915 году дзонг был восстановлен с нуля. Затем здание было построено как административный офис для королевского правительства Бутана, а также для индийской военной учебной группы.
В 1963 году монастырь был передан индийским вооруженным силам для использования в качестве учебного и координационного центра. По этой причине большинство праздников в Хаа отмечаются в Лакханге. В 2014 году индийские военные заявили, что передадут управление дзонгом правительству Бутана, если оно предоставит необходимые здания и сооружения.

## Архитектура
Ситуация с безопасностью в Бутане значительно улучшилась под руководством Угьена Вангчука (годы правления 1907–1926). С наступлением мира потребность в сильно укрепленных редутах уже не была столь острой, как в прошлые поколения. Архитекторы отреагировали на эту новую ситуацию разработкой новых подходов к архитектуре дзонгов, которые принижали традиционные оборонительные функции. Примером этого нового направления является Вангду Чолинг-дзонг в Бумтанге, в центре страны. В отличие от дзонгов более ранних периодов, этот включал в себя символические защитные функции и имел окна, расположенные близко к уровню земли, что являлось изменением по сравнению с типичной практикой размещения окон вдали от потенциальных нападающих. Другим изменением, носящим более символический характер, стало удаление традиционной полосы цвета ржавчины, которая оборачивала верхние стены. Хаа-дзонг и Вангду Чолинг — единственные сооружения такого типа, построенные таким образом. Вместо этого поверхности стен заняты сплошной галереей окон.